# Proshizonotus tasmaniensis
Proshizonotus tasmaniensis är en stekelart som först beskrevs av Girault 1913.  Proshizonotus tasmaniensis ingår i släktet Proshizonotus och familjen puppglanssteklar. Inga underarter finns listade i Catalogue of Life.